# Stina Girs
Stina Annika Girs-Järvinen (Järvenpää, 9 aprile 1987) è una cantante finlandese.

## Biografia
Stina Girs si è avvicinata alla musica da bambina, imparando dapprima a suonare il pianoforte, e poi passando alla chitarra e al canto. Prima di avviare la sua carriera musicale, lavorava come fioraia nel negozio della madre.
È salita alla ribalta nel 2010 con la sua partecipazione alla quinta edizione del talent show finlandese Idols, dove è arrivata in finale classificandosi quinta. Dopo il talent ha firmato un contratto discografico con la Sony Music Entertainment Finland, su cui ha pubblicato nel 2011 il suo album di debutto Sydän edellä, che è entrato alla 49ª posizione nella Suomen virallinen lista. Nello stesso anno ha partecipato alla competizione canora Syksyn sävel con il singolo Anna mun mennä. Il suo secondo album Labyrintti, pubblicato sempre dalla Sony, è uscito nel 2015.

## Discografia

### Album
- 2011 – Sydän edellä
- 2015 – Labyrintti

### Singoli
- 2011 – Kirje
- 2011 – Anna mun mennä
- 2014 – Mä tahdon tietää mitä rakkaus on
- 2014 – Enemmän kuin ystäviä
- 2015 – Sydän sanoo ei
- 2017 – Kyl sä tiiät
- 2017 – Mitä Madonna tekis?
- 2019 – Ihan sama

#### Come artista ospite
- 2014 – Jään sun viereen (Yö feat. Stina Girs)